# Tarasy Bałtyku
Tarasy Bałtyku – apartamentowiec w Gdańsku, najwyższy gdański budynek mieszkalny w pierwszej linii zabudowy od morza. Zdobywca międzynarodowej nagrody European Property Awards w kategorii High-Rise Development z wyróżnieniem FIVE STAR oraz Nagrody I Stopnia w krajowym konkursie Budowa Roku 2020. Budynek został zaprojektowany przez gdyńskie biuro projektowe BJK Architekci, inwestorem był gdyński deweloper Allcon Osiedla, a generalnym wykonawcą firma Allcon Budownictwo.

## Konstrukcja
Apartamentowiec składa się z 148 apartamentów o powierzchni od 43 do 166 mkw, 10 lokali usługowych na parterze, centrum rekreacji oraz dwukondygnacyjnej hali garażowej. Inspiracją do stworzenia koncepcji budynku był ekskluzywny statek pasażerski. Charakterystyczna bryła, w kształcie litery L, została zaprojektowana przez gdyńskie biuro projektowe BJK Architekci. Od strony skrzyżowania jest wyokrąglona. Obszerne – sięgające nawet 76 mkw. tarasy – schodzą stopniowo od strony skrzyżowania ulicy Prezydenta Lecha Kaczyńskiego. Łuk wewnątrz budynku przypomina nadmorską zabudowę kurortową z różnych części świata. Szklana elewacja odbija sąsiednie budynki, a użyte w tym miejscu spanderele [szklane panele] sprawiają, że zmienia on charakter w zależności od pory dnia i oświetlenia.

## Kalendarium budowy
W 2016 roku grupa Allcon ogłosiła konkurs na koncepcję architektoniczną inwestycji. Spośród propozycji złożonych przez 4 pracownie architektoniczne, jury wyłoniło projekt Tomasza Janiszewskiego z BJK Architekci z Gdyni.
W 2017 dokonano rozbiórki budynku biurowego (dawniej inspektorat PZU), na podstawie pozwolenia na rozbiórkę z sierpnia 2016. W marcu 2018 roku inwestor uzyskał pozwolenie na budowę obiektu.
We wrześniu 2018 roku rozpoczęto prace ziemne przy fundamentach apartamentowca. Budowę inwestycji zakończono w marcu 2021 roku. Budynek został oddany do użytku w czerwcu 2021 roku.

## Nagrody
Tarasy Bałtyku są laureatem prestiżowych nagród na rynku lokalnym, krajowym oraz europejskim. Inwestycja zdobyła dwie międzynarodowe nagrody: Best Residential High-Rise Development Poland oraz FIVE STAR w ramach konkursu European Property Awards 2019-2020. Jury konkursu, w skład którego weszło 80 międzynarodowych, niezależnych ekspertów, wyróżniło Tarasy Bałtyku m.in. za: jakość wykonania projektu, jego lokalizację i oryginalność architektury, bezpieczeństwo, a także rozwiązania chroniące środowisko i użyte innowacje. Tarasy Bałtyku otrzymały również tytuł Budowy Roku 2020 (Nagroda I stopnia) w konkursie PZITB, którego gala odbyła się 28 września 2021 roku w Warszawie. Apartamentowiec został doceniony m.in. za nowoczesne rozwiązania chroniące środowisko, oryginalną architekturę oraz standard wykończenia.
28 września 2021 roku Tarasy Bałtyku zdobyły Nagrodę I Stopnia w jednym z najważniejszych wydarzeń w branży nieruchomości w Polsce - Budowa Roku (tzw. "Oskar Budowlany"). Nieruchomość została oceniona pod kątem takich kryteriów, jak m.in.: jakość wykonawstwa, wykorzystanie potencjału lokalizacji, użycie ekologicznych rozwiązań.
7 kwietnia 2022 roku Tarasy Bałtyku otrzymały tytuł "Najciekawszej Inwestycji Mieszkaniowej 2021 Roku w Trójmieście" w plebiscycie organizowanym przez portal internetowy Trojmiasto.pl.

## Lokalizacja
Inwestycja zlokalizowana jest w gdańskiej dzielnicy Przymorze, 900 metrów od plaży, w sąsiedztwie Nadmorskiego Parku im. Ronalda Reagana oraz nadmorskiej ścieżki rowerowej. Każdy apartament inwestycji zawiera niepowtarzalny widok z okna, np. na morze, park, morenowe wzgórza, panoramę miasta czy prywatne patio wypełnione zielenią.
Do budynku można dojechać z każdego punktu Trójmiasta samochodem oraz autobusami. Inwestycja jest dobrze skomunikowana z najważniejszymi centrami biznesowymi i handlowymi Gdańska, Sopotu i Gdyni.

## Ekologiczne rozwiązania
Apartamentowiec posiada szereg rozwiązań ekologicznych:
- Zielony dach pokryty zielenią ekstensywną – pełniący funkcję retencyjną dla wody opadowej.
- Wewnętrzne patio – funkcje retencyjne dla wody opadowej.
- Panele fotowoltaiczne na dachu fitnessu.
- Stacja ładowania oraz indywidualne gniazda dla pojazdów o napędzie elektrycznym oraz możliwość montażu gniazd.
- Windy wyposażone w system odzyskiwania energii oraz tryb standby.
- Energooszczędne oświetlenie LED.
- Oświetlenie uruchamiane za pomocą czasowych czujników ruchu.
- Szklane zabudowy balkonowe oraz systemowe łączniki balkonowe zmniejszające zapotrzebowanie budynku na energię cieplną w zimie.
- Dylatacja termiczna – systemowe rozwiązanie dla płyt balkonowych Egcobox® likwidujące mostki cieplne.
- Całoroczne samoobsługowe stacje rowerowe[1].

## Udogodnienia
Inwestycja została wyposażona w liczne udogodnienia, takie jak: sala fitness, siłownia, sala klubowa, strefa saun oraz strefa relaksu dla mieszkańców. Centralnym punktem jest prywatne, zagospodarowane zielenią patio. Na dwukondygnacyjne lobby o wysokości ponad 6,5 m z antresolą prowadzą okazałe, spiralne schody. Z podświetlanych, przeszklonych i panoramicznych wind można podziwiać widok na morze, park, morenowe wzgórza czy panoramę miasta. Całość inwestycji jest chroniona i objęta systemem monitoringu.